# Karla Grosch
Karla Grosch (Weimar, 1r de juny de 1904 – Tel-Aviv, 8 de maig de 1933) va ser una ballarina alemanya que treballà com a professora a la Bauhaus de Dessau.

## Biografia
Era filla d'un fabricant de llums i regidor de la ciutat de Weimar, Rudolf Grosch, que morí quan ella era una adolescent. Després d'estudiar escultura en fusta, Karla Grosch es va formar com a ballarina segons els dictats de la dansa expressionista, i va ser alumna de la professora Gret Palucca a Dresden.
Va arribar a la Bauhaus de Dessau com a responsable del curs d'educació física femenina i hi treballà des del 1928 fins al 1932 com a professora i com a ballarina a la classe de teatre (Bauhausbühne), dins del Departament d'Escena, sota els auspicis d'Oskar Schlemmer.
Per a aquest últim va interpretar el 1929 la seva obra Materialtänze i va actuar en dues coreografies particulars dedicades al metall -Metalltanz- i el vidre -Glastanz-, al teatre Volksbühne de Berlín. La seva activitat docent va acabar l'any 1932 amb el tancament de la Bauhaus de Dessau.

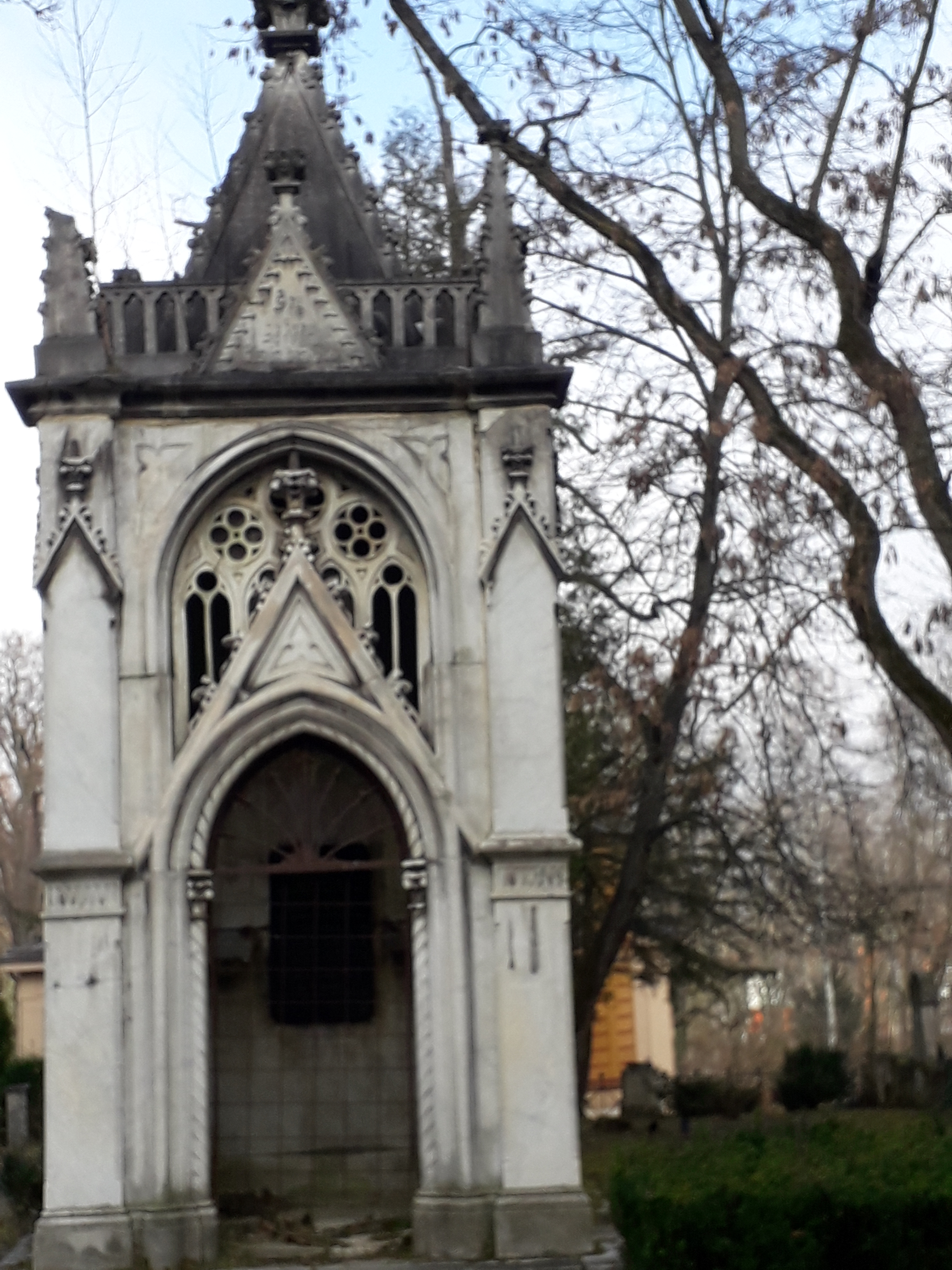
Tomba de la família Grosch

A la primavera de 1933 va marxar amb el seu company, Franz Aichinger, a Palestina, on va morir en un accident de natació poc després de la seva arribada. Grosch estava embarassada, en aquell moment.

## Llegat
Era una ballarina i una atleta amb un "estil rítmic i dinàmic basat en moviments fortament teatralitzats i gestos geomètrics".
La col·laboració amb el director de l'escola de teatre Bauhaus va quedar immortalitzada en una sèrie de fotografies de l'artista T. Lux Feininger. Les imatges es van exposar en el marc de l'exposició La seducció del cyborg durant la 59a Biennal de Venècia. Mostren com a la coreografia Metalltanz la ballarina realitzava gestos atlètics significatius en una escenografia feta amb xapa metàl·lica, mentre que a Glastanz un vestit fet de cristall limitava els seus moviments, en un estil futurista i innovador.